# Torrenueva Costa
Torrenueva Costa (o Torrenueva de Granada; popularmente Torrenueva) es una localidad y municipio español de la provincia de Granada, en la comunidad autónoma de Andalucía. Está situada en la parte central de la comarca de la Costa Granadina. Como emplazamiento eminentemente turístico, sus playas son pobladas por numerosos bañistas de muy diversa procedencia —principalmente del resto de la provincia granadina, de Jaén y de Madrid— durante los meses de verano. En temporada baja la población local es muy reducida.
El nombre de Torrenueva Costa se toma de una torre de vigilancia costera del siglo XVI situada en la localidad. En el extremo este de la localidad se encuentra el peñón de Jolúcar y la plaza de Antonio Cortés, donde se hizo un homenaje al barrio de los pescadores en los años 60.
En el centro de la localidad se encuentra la plaza de las Marismas y una colonia de viviendas históricas. Destaca especialmente por su arquitectura la colonia Las Caracolas, que fue edificada a principios del siglo XXI y está ubicada sobre los antiguos terrenos de norias y carruseles en los que se celebraban las fiestas patronales. 

Playa de Torrenueva

## Historia
Del paso de los fenicios y romanos por la rada de Motril se han hallado restos de ánforas y cepos de ancla en la playa de las Azucenas y en Torrenueva, en el enclave del Maraute. Este yacimiento se vincula con la Paterna o Batarna romana, con un puerto para el comercio marítimo y fondeadero, que quedó colmatado y alejado de la línea de costa por los aluviones y acumulación de sedimentos de las ramblas.

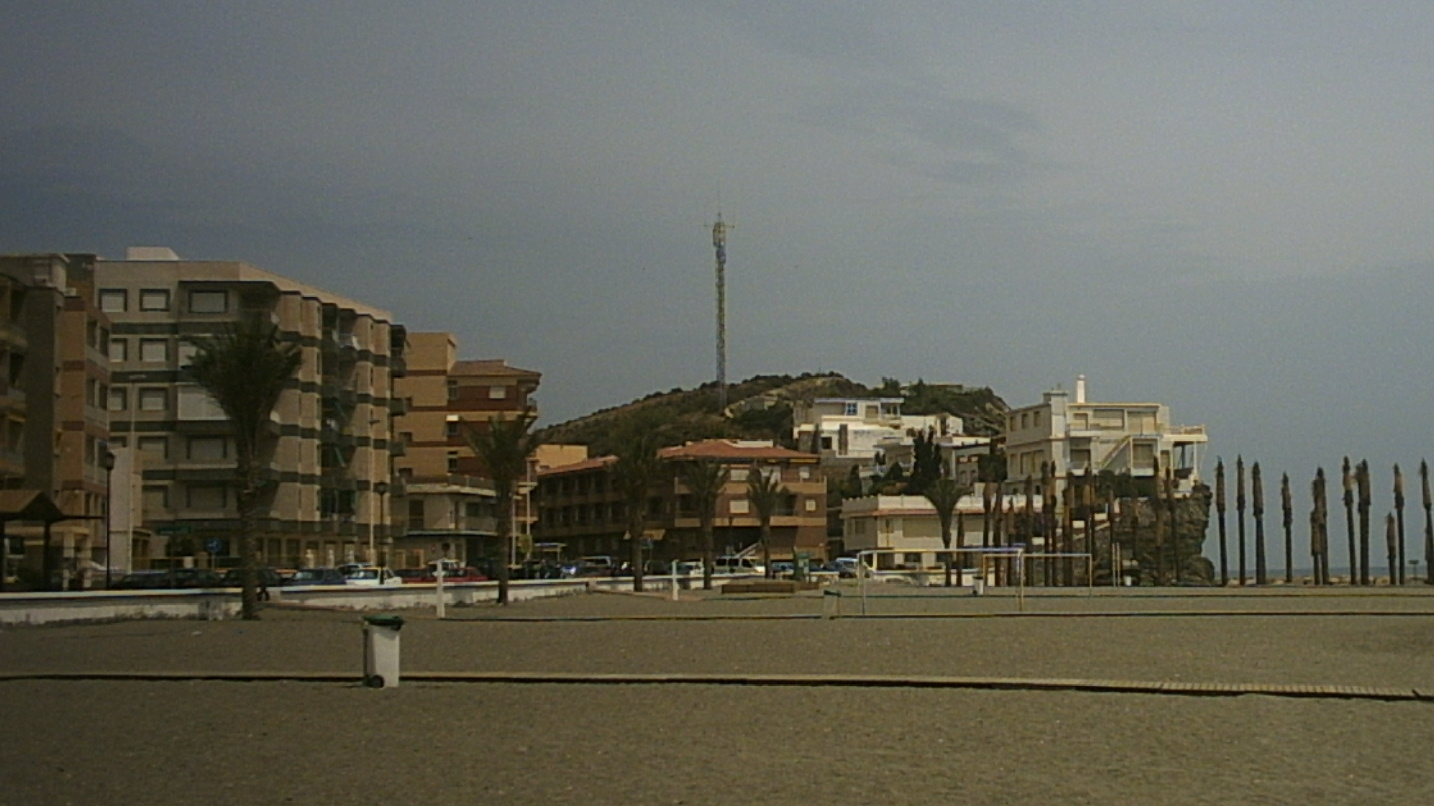
El peñón de Jolúcar, junto a la playa de Torrenueva Costa

Durante el siglo XVI, para la vigilancia costera frente a los turcos y berberiscos, se edifica la torre de vigilancia costera de Torrenueva. A mediados del siglo XVIII la obra de Vicente Tofiño San Miguel indica que en la playa de Torrenueva no hay fondeadero, y que en su torre había dos cañones. Del siglo XIX data el Faro de Cabo Sacratif, el principal de la costa de Granada.

## Geografía
Integrado en la comarca de la Costa Granadina, se sitúa a 69 kilómetros de la capital provincial. El término municipal está atravesado por la carretera N-340 entre los pK 337 y 340. Por tierra, está totalmente rodeado por el municipio de Motril, además de limitar con el mar Mediterráneo.
En la costa, ocupa la parte occidental del cabo Sacratif que es la salida al mar de una pequeña elevación que alcanza los 330 m de altitud que incluye el cerro Celope (277 m) y el pico Vázquez (330 m). Por el este está limitado por la Rambla de Villanueva.

## Demografía
| Gráfica de evolución demográfica de Torrenueva Costa entre 2021 y 2021 |
| |
| Población de derecho según los censos de población del INE Población de hecho según los censos de población del INEEn 2019 aparece este municipio porque se segrega de Motril |

### Playas
La playa de Torrenueva Costa es la principal playa urbana del municipio. Está reconocida con el certificado Q de Calidad Turística. Este galardón reconoce la calidad de sus aguas, la educación medioambiental, la seguridad y limpieza de sus instalaciones. También cuenta entre sus distintivos, la bandera azul junto con el distintivo de Cardioprotegida, Medioambiental y Playa Accesible, ya que cuenta con sillas anfibias e infraestructuras para personas con movilidad reducida.
La playa de La Joya es una playa nudista que se encuentra a menos de un kilómetro de la zona urbana del municipio. En 2020 se comenzó un sendero hacia la misma playa y que recorre los acantilados en pleno peñón de Jolúcar.
La playa Maruja García es una playa de arena oscura, sin apenas afluencia, a las afueras del municipio.
Y, por último, las playas del Cañón y de la Pelá, que se encuentran al oeste de su casco urbano, entre el cauce de la rambla de Puntalón y la urbanización Acapulco. Ambas son muy concurridas en verano ya que en sus alrededores dispone de numerosas plazas de aparcamiento.

## Administración y política

### Segregación torreña
Pese a que la mayoría de los torreños siempre se han mantenido reticentes a formar parte del municipio de Motril, no fue hasta el 11 de septiembre de 1987 cuando se le concedió cierta autonomía al convertirse la localidad en "Entidad de Ámbito Territorial Inferior al Municipio" (o simplemente EATIM). Seis años después, y con el beneplácito del consistorio motrileño, se aprobaron los límites territoriales de Torrenueva:

Al Sur, Mar Mediterráneo; Oeste, Rambla de Puntalón hasta llegar al camino de servicio de la Acequia de los Antiguos Riegos; Norte, Acequia de servicio de los Antiguos Riegos hasta llegar a Rambla de Villanueva, Rambla de Villanueva aguas arriba hasta llegar a la linde Norte de la finca de la Cañada Esparragona hasta llegar al camino de servicio de un ramal del canal de la Cota 100, donde continúa por la colindancia entre la finca de la Cañada Esparragona con la finca de los Hermanos García Jiménez, hasta llegar a la divisoria de aguas con Carchuna; Este, divisoria de aguas con Carchuna hasta llegar al Mar Mediterráneo incluyendo la Playa del Salmonete como integrante de la delimitación de Torrenueva

En octubre de 2010 fue denegada por el Ayuntamiento de Motril la petición de segregación para que la EATIM torreña fuera un municipio independiente, con el respaldo de IU y PSOE, y el rechazo del equipo de gobierno encabezado por el popular Carlos Rojas.
En diciembre de 2014 fue aprobado por unanimidad del pleno del Ayuntamiento de Motril el expediente de segregación, iniciándose así los pasos para la creación del municipio torreño. Desde ese momento, se han venido realizando diversos trámites, contando ya con la aprobación unánime de la Diputación Provincial de Granada (octubre de 2015) y posterior reafirmación por parte del pleno municipal de Motril de noviembre de 2015, así como el informe favorable del Consejo Andaluz de Concertación Local (agosto de 2016), por lo que se esperaba obtener un dictamen final en los primeros meses de 2017.
Dentro de estos trámites, al existir ya un municipio en la provincia de Ciudad Real con la denominación de Torrenueva, se realizó una votación para determinar el nombre del futuro municipio, eligiéndose el nombre de Torrenueva Costa con un 46 % del total de los votos, por lo que en caso de aprobarse definitivamente la segregación, éste será el nombre del nuevo municipio.
Finalmente, el 2 de octubre de 2018 el Consejo de Gobierno de la Junta de Andalucía aprobó la creación del municipio de Torrenueva Costa junto con la de otros siete municipios.

## Cultura

### Patrimonio
Entre los monumentos del municipio destaca la torre vigía de Torrenueva construida durante el reinando de Felipe V (1683-1746), primer rey Borbón de España. En 1739, durante un período de reorganización del sistema defensivo del litoral granadino, se construyó la torre atalaya nueva, de la que procede el nombre del núcleo.
Se levantó en un punto estratégico, controlando el punto muerto existente entre el castillo del Varadero de Motril —derribado a finales del siglo XIX para construir en su solar la fábrica de azúcar San José— y el castillo de Carchuna. A la vista de la Torre del Varadero (al oeste) y de la Torre del Chucho (al este), ambas hoy desaparecidas. La torre es de planta circular con un desarrollo ligeramente troncocónico y alcanza casi los 11 m de altura. Su base mide 5,78 m de diámetro (diámetro que se va reduciendo hasta llegar a los 4,6 m en la parte superior) y estaba rodeada por un profundo foso circular de 6,8 m de diámetro y 2,32 de profundidad. Los cimientos alcanzan una profundidad de más de 2 m y tienen forma de un tambor cilíndrico. Fue construida en mampostería con lajas de piedra y mortero de cal y arena.
También cabe señalar el Museo del Aljibe, en la zona oeste del casco urbano, frente al parque de la Torre Vigía, a la derecha de la carretera nacional N-340 y junto a la calle Brisa, donde se encuentra ubicada esta estructura hidráulica. Fue completamente restaurado y convertido en el museo de Torrenueva en 2021.
El antiguo aljibe se cree que fue construido a principios del siglo XX como una prolongación de las canalizaciones de regadío que provenientes del Tajo de los Vados que llevaban las aguas del río Guadalfeo hacia la zona torreña del Maraute. El aljibe está formado por una nave con dos cuerpos (de orientación NE - SO y NO - SE) separados por una pared con dos aperturas.